# Carlos Marcucci
Carlos Marcucci (Barracas, Buenos Aires; 30 de octubre de 1903 - ibidem, 31 de mayo de 1957) fue un compositor y bandoneonista argentino de tango.

## Biografía
Nació en la calle Lamadrid 920, del barrio de Barracas (Buenos Aires) el 30 de octubre de 1903.
En 1908 su familia se mudó a Wilde, al otro lado del Riachuelo.
Aprendió a tocar el bandoneón de oído, escuchando a su hermano mayor, que se había comprado uno.
En 1923, el cantautor Carlos Gardel le grabó un tango de su autoría: Viejecita mía.
Más tarde, en 1928, le grabaría La reja.
Empezó a ser reconocido como El pibe de Wilde.
En 1928 tuvo su propia orquesta típica, con la que tocaba en el cine Metropol.
Los integrantes de este sexteto eran:
- Salvador Grupillo (bandoneón)
- Alberto Soifer (piano, más tarde compositor de música de películas)
- Luis Gutiérrez del Barrio (violín)
- Mauricio Saiovich (violín)
- Adolfo Kraus (contrabajo).

Marcucci era un auténtico virtuoso del bandoneón, capaz de enfrentar a una audiencia dirigiendo su orquesta, realizando complicados dúos con Grupillo y —más difícil y novedoso aun— realizando solos de bandoneón.[cita requerida]
Consiguió un contrato con RCA Víctor.
Su primera grabación fue el 2 de mayo de 1929, con bandoneón solo: Aires españoles.
A comienzos de los años treinta, Marcucci entró en la orquesta típica de Julio De Caro (como reemplazante del bandoneonista Pedro Laurenz).
En 1935, junto con sus colegas los bandoneonistas Pedro Maffia, Pedro Laurenz y Ciriaco Ortiz y el pianista Sebastián Piana formaron un memorable quinteto para una serie de recitales en la radio.
Nunca grabaron ningún disco.
En 1936 se casó con la pianista Teresa Benedetti.
En noviembre de 1936, la revista porteña Sintonía organizó una orquesta típica —Los Virtuosos— con los músicos jóvenes más expertos del momento (elegidos por concurso):
- Francisco De Caro (piano),
- Ciriaco Ortiz (bandoneón)
- Marcucci (bandoneón)
- Julio de Caro (violín)
- Elvino Vardaro (violín)

Mientras tanto siguió tocando varios días a la semana con la orquesta de De Caro.
En 1937 hizo la música de la película Así es el tango.
Publicó un libro con Félix Lipesker: Método moderno para bandoneón.
En 1951 abandonó a De Caro y pasó a integrar la orquesta estable de Radio Splendid de Buenos Aires, dirigida por Francisco Trópoli (hasta 1957).

## Tangos más conocidos
- Cadenita de amor (ranchera)
- Chivilcoy
- Cielo azul
- ¡Eh! ¿Qué decís?
- El loco del Tom Tum Golf
- Esta noche
- Esta tarde
- Estrellita
- Hay que entrar
- La reja (grabado por Gardel),
- Luna arrabalera
- Mi dolor
- Mi tapera
- Ojo clínico
- ¡Qué maravilla!
- Romántica
- Tus caricias
- Tus engaños
- Viejecita mía (con letra de Enrique Dizeo, que Gardel grabaría en 1923)
- ¡Y reías!